# Peremojînți, Korsun-Șevcenkivskîi
Peremojînți (în ucraineană Переможинці) este un sat în comuna Dațkî din raionul Korsun-Șevcenkivskîi, regiunea Cerkasî, Ucraina.

## Demografie
Componența lingvistică a localității Peremojînți
     Ucraineană (98,88%)
     Alte limbi (1,12%)
Conform recensământului din 2001, majoritatea populației localității Peremojînți era vorbitoare de ucraineană (98,88%), existând în minoritate și vorbitori de alte limbi.